# فرایند واکر
فرایند واکر (انگلیسی: Wacker process) یک فرایند شیمیایی است که طی آن اتیلن اکسید شده و استالدهید تولید می‌شود. این واکنش در حضور کلرید پالادیم (II) به عنوان کاتالیزور انجام می‌پذیرد که از نخستین واکنش‌های از نوع کاتالیزور همگن در صنعت است که در آن از ترکیبات آلی پالادیوم استفاده شده است. این فرایند با نام هخست-واکر نیز شناخته می‌شود. واکر و هخست دو شرکت شیمیایی سرشناس آلمانی هستند.

## نگارخانه

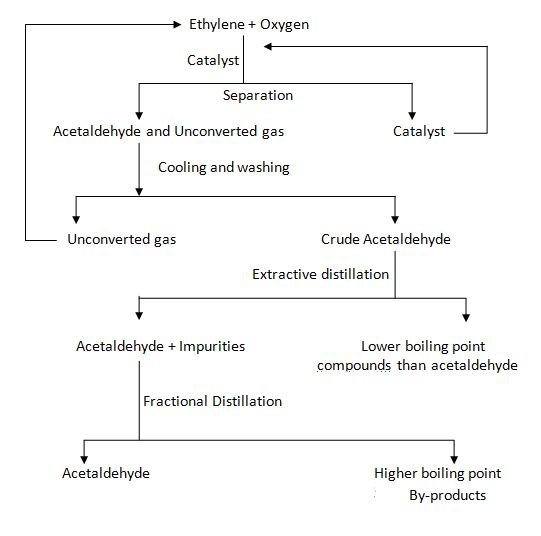
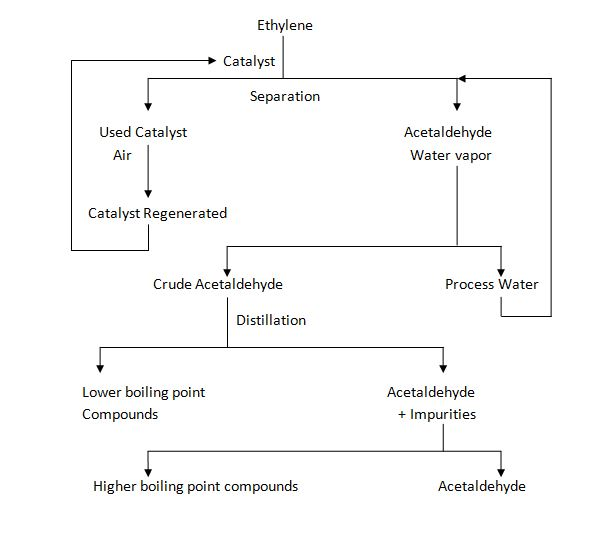